# Riverhillsoft
Riverhillsoft（日语：リバーヒルソフト）是1982年至2000年間運營的日本電子遊戲生產商。它為MSX、Pioneer LaserActive、3DO遊戲機、PlayStation、Dreamcast、Sega Game Gear和PC-FX平臺發行了作品。

## 歷史
公司最早知名的作品是從1986年開發的謀殺冒險遊戲J.B. Harold Murder Club系列。作品首先作為電腦遊戲發售，之後又移植于PC Engine CD、任天堂DS和行動電話平臺。
Riverhillsoft還在發行了《波斯王子》，但遊戲最初在北美發行失敗。之後遊戲被移植到日本NEC PC-9801和PC Engine CD，遊戲移植改進了圖像并發行了一個新的紅皮書遊戲音樂。他們還將其移植到其它電腦和電子遊戲平臺，最終使得的遊戲在世界範圍成功。
Riverhillsoft隨後發行了幾個致命的早期驚悚遊戲。其中包括奠定驚悚遊戲模型的1994年遊戲《Doctor Hauzer》，以及1996年起科幻風格驚悚冒險遊戲系列Overblood。他們最後發行的作品是Dreamcast平臺的1999年策略電子遊戲《orld Neverland Plus: Orurudo Oukoku Monogatari》。